# Titanes de Tulancingo
Club Titanes de Tulancingo – meksykański klub piłkarski z siedzibą w mieście Tulancingo, w stanie Hidalgo, obecnie występuje w Segunda División.

## Historia
Titanes de Tulancingo został założony w 2006 roku, dołączając do stowarzyszenia Grupo Pachuca, przez co stał się klubem partnerskim pierwszoligowego CF Pachuca. Współpraca między drużynami polega między innymi na wypożyczaniu młodych zawodników Pachuki do Titanes, mając na celu umożliwienie im regularnej gry na poziomie seniorskim. Zespół Titanes dołączył do rozgrywek trzeciej ligi – Segunda División. Domowym obiektem ekipy został Estadio Primero de Mayo. W sezonie Apertura 2011 Titanes wywalczyli pierwsze w historii mistrzostwo trzeciej ligi, po finałowym zwycięstwie nad Club Tecamachalco. Szkoleniowcem zespołu był wówczas argentyński trener Rubén Ayala, w przeszłości wielokrotny reprezentant swojego kraju.